# Agence nationale d'appui au développement rural
L’Agence nationale d'appui au développement rural ou ANADER est une société anonyme ivoirienne de type particulier au capital de 500 000 000 F CFA, à participation minoritaire de l’État, qui en détient 35 % et dont 65 % reviennent aux familles professionnelles agricoles et sociétés privées. Cissé Siriki assure la direction de l'agence. 

## Historique
Créée par le décret n° 93-777 du 29 août 1993 modifié par l’Assemblée générale du 28 mars 1998. L'ANADER est née de la fusion de la CIDV (Compagnie de Développement des Vivriers), la SATMACI (Société technique pour la modernisation de l'agriculture en Côte d'Ivoire) et de la SODEPRA (Société pour le développement des productions animales). Elle agit par le moyen de programmes susceptibles de garantir un développement durable et maîtrisé,.

## Mission
L'ANADER a pour mission de contribuer à l'amélioration des conditions de vie du monde rural par la professionnalisation des exploitations et leurs organisations professionnelles agricoles en concevant et mettant en œuvre des outils et des approches appropriés, des programmes adaptés pour assurer un développement durable et maîtrisé.